# Кутинська Слатина
Кутинська Слатина (хорв. Kutinska Slatina) — населений пункт у Хорватії, у Сисацько-Мославинській жупанії у складі міста Кутина.

## Населення
Населення за даними перепису 2011 року становило 578 осіб.
Динаміка чисельності населення поселення:

## Клімат
Середня річна температура становить 11,09 °C, середня максимальна – 25,14 °C, а середня мінімальна – -5,19 °C. Середня річна кількість опадів – 900 мм.
| Клімат поселення                              | Клімат поселення | Клімат поселення | Клімат поселення | Клімат поселення | Клімат поселення | Клімат поселення | Клімат поселення | Клімат поселення | Клімат поселення | Клімат поселення | Клімат поселення | Клімат поселення | Клімат поселення |
| Показник                                      | Січ.             | Лют.             | Бер.             | Квіт.            | Трав.            | Черв.            | Лип.             | Серп.            | Вер.             | Жовт.            | Лист.            | Груд.            |                  |
| Середній максимум, °C                         | 6,58             | 8,41             | 12,68            | 17,00            | 21,74            | 25,14            | 24,45            | 23,88            | 19,96            | 14,98            | 9,58             | 5,40             |                  |
| Середня температура, °C                       | 0,70             | 2,53             | 6,80             | 11,12            | 15,86            | 19,26            | 20,87            | 20,32            | 16,39            | 11,42            | 6,02             | 1,82             |                  |
| Середній мінімум, °C                          | −5,19            | −3,36            | 0,92             | 5,22             | 9,98             | 13,38            | 17,31            | 16,74            | 12,82            | 7,84             | 2,45             | −1,74            |                  |
| Норма опадів, мм                              | 55               | 52               | 60               | 74               | 81               | 94               | 83               | 85               | 79               | 80               | 88               | 69               |                  |
| Середньомісячна швидкість вітру, м/с          | 1.90             | 2.10             | 2.50             | 2.36             | 2.20             | 2.00             | 1.91             | 1.80             | 1.80             | 1.87             | 1.91             | 1.92             |                  |
| Середньомісячна сонячна радіація, кДж/м²·день | 4277             | 7057             | 10846            | 15215            | 19481            | 21585            | 22454            | 19789            | 14623            | 9099             | 4783             | 3476             |                  |
| --------------------------------------------- | ---------------- | ---------------- | ---------------- | ---------------- | ---------------- | ---------------- | ---------------- | ---------------- | ---------------- | ---------------- | ---------------- | ---------------- | ---------------- |
| Джерело:                                      |                  |                  |                  |                  |                  |                  |                  |                  |                  |                  |                  |                  |                  |